# Cnodalum montanum
Cnodalum montanum är en insektsart som beskrevs av Mitjaev 1994. Cnodalum montanum ingår i släktet Cnodalum och familjen Dictyopharidae. Inga underarter finns listade i Catalogue of Life.